# Nimbostratus

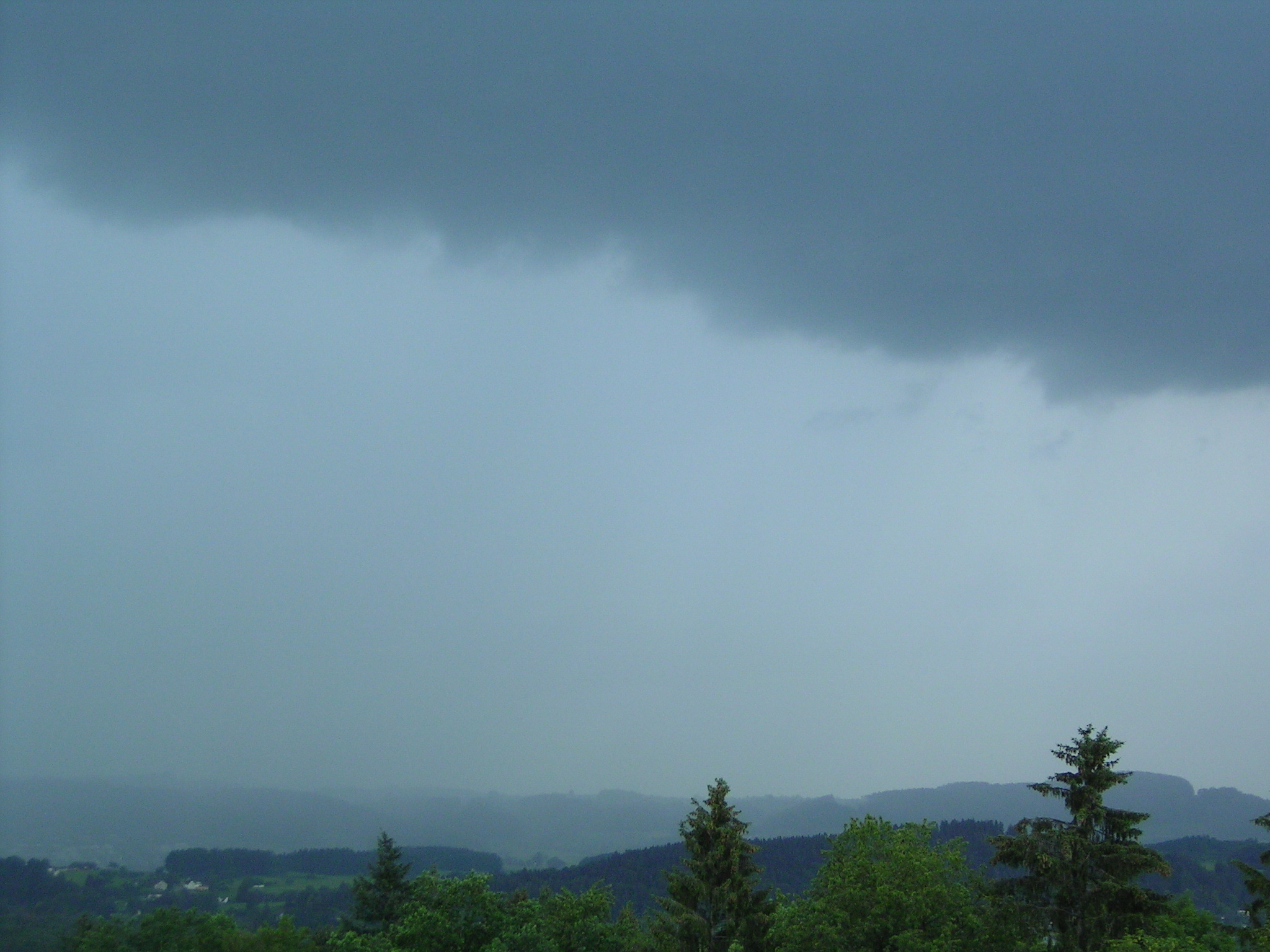
Nimbostratus praecipitatio

A nimbostratus, esőrétegfelhő (nemzetközi jele: Ns), a latin nimbus = eső és stratus = réteg szavak összevonásával. Melegfrontban előforduló jellegzetes, nagy nedvességtartalmú felhőfajta. Színe rendszerint sötétszürke. Függőleges kiterjedése jelentős, a magasfelhők szintjét is elérheti.

## Változatai
- Nimbostratus mamma
- Nimbostratus praecipitatio

## Időjárási jellemzői
Akár több napig tartó csendes esőzést is hozhat, télen pedig tartós havazást. A nimbostratus csapadékzónája több száz kilométer kiterjedésű is lehet. Nem okoz különösebb időjárás-változást, gyenge vagy mérsékelt esőzést hoz, kivéve, ha erős melegfronttal érkezik, ekkor szakadó esőt is hozhat, erős szél kíséretében. A felhőzet kiterjedése és vastagsága miatt nem hoz létre villámlást, ha azonban a melegfront Cumulonimbusszal (zivatarral) együtt érkezik, akkor a villámok a nimbostratusba is átugorhatnak, felhő-felhő villámokként.

## Külső hivatkozások
- METNET kislexikon – Felhőatlasz I-II. Archiválva 2009. február 28-i dátummal a Wayback Machine-ben
- OMSZ Ismeret-tár: Felhők osztályozása, bemutatása